# 阳方口站
阳方口站是一个北同蒲线上的铁路车站，位于山西省宁武县阳方口镇，建于1937年，目前为三等站，邮政编码为036002。目前客运：办理旅客乘降；行李、包裹托运；货运：办理整车货物发到；不办理危险货物发到。